# Chiesa dell'ex-conservatorio di Santa Chiara
La chiesa dell'ex conservatorio di Santa Chiara si trova a San Gimignano, in provincia di Siena, arcidiocesi di Siena-Colle di Val d'Elsa-Montalcino.

## Storia
In questo luogo dal 1498 sorgeva lo spedale di Santa Croce, nel quale furono trasferite nel 1500 le monache di Santa Chiara.
Al 1700 risale la trasformazione in conservatorio femminile; acquisito dal Comune, l'edificio è stato destinato in anni recenti a sede museale.
È l'unico esempio d'interno neoclassico presente in città. Sulla volta decorata da stucchi si conservano alcuni dipinti realizzati nel 1800 dal pittore fiorentino Luigi Catani.

## Le opere già in loco
Provengono da questo convento alcuni capolavori del Museo civico, come 
- il Crocifisso di Coppo di Marcovaldo
- e la tavola raffigurante la Madonna col Bambino e santi di Memmo di Filippuccio.

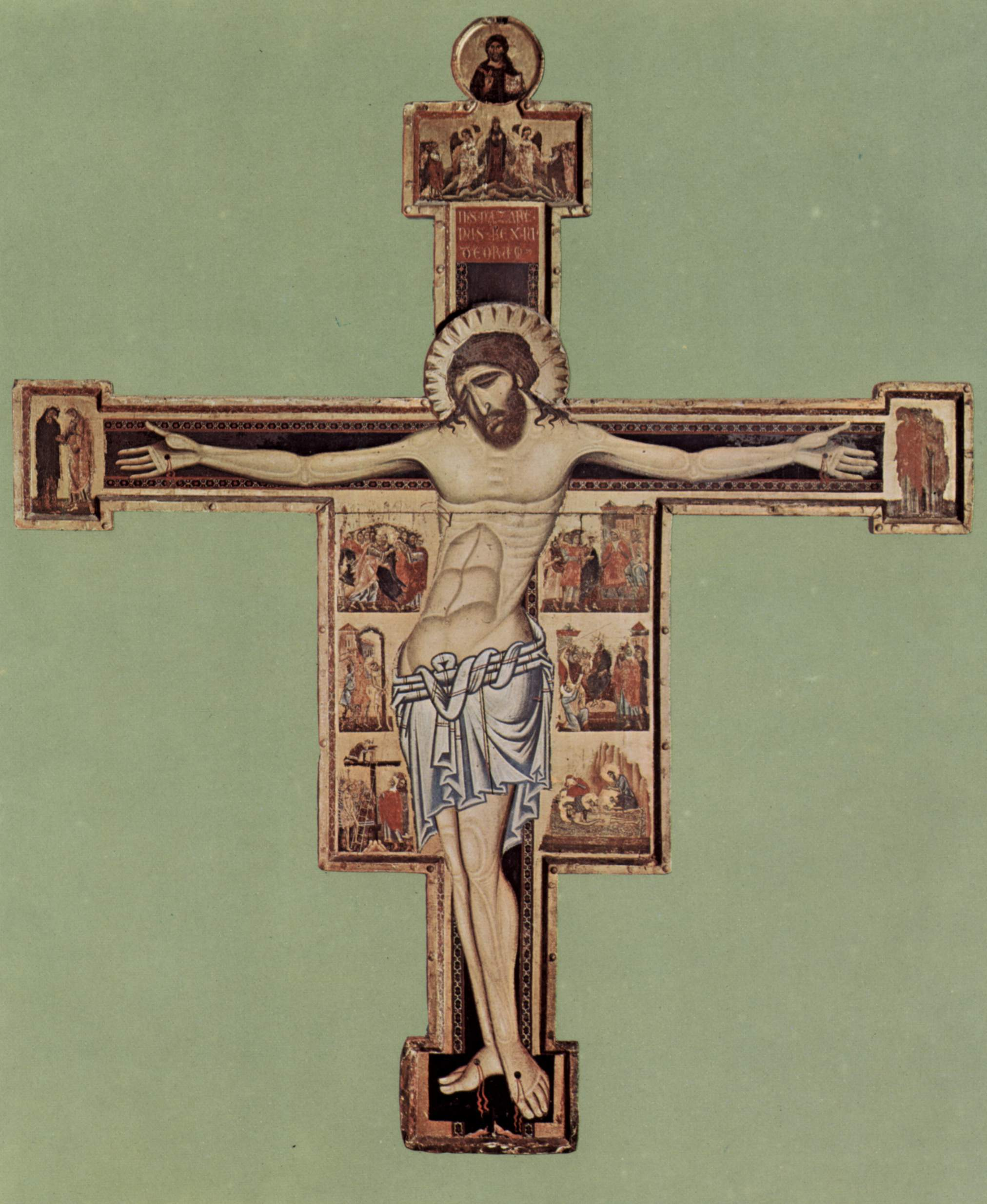
Coppo di Marcovaldo, Crocifisso, San Gimignano, Museo civico